# Mohamed El-Sayed (calciatore egiziano)
Mohamed El-Sayed (in arabo محمد السيد‎?; fl. XX secolo) è stato un calciatore egiziano, di ruolo difensore.

## Carriera

### Nazionale
Con la nazionale egiziana partecipò ai Giochi olimpici di Anversa.